# اقتصاد کلان کلاسیک نو
اقتصاد کلان کلاسیک نو (انگلیسی: New classical macroeconomics) که گاهی به آن تنها اقتصاد کلاسیک نو گفته می‌شود، مکتب فکری در اقتصاد کلان است که تحلیل خود را تماماً بر چارچوبی اقتصاد نئوکلاسیک بنا می‌کند. به طور خاص، این مکتب بر اهمیت بنیان‌های بسیار دقیق مبتنی بر اقتصاد خرد، خصوصاً انتظارات عقلایی تأکید می‌کند.
اقتصاد کلان کلاسیک نو تلاش می‌کند برای تحلیل اقتصاد کلان بنیان‌های خرد نئوکلاسیکی فراهم آورد. این در تضاد با مکتب رقیب آن یعنی کینزی نو است که از خردبنیان‌هایی نظیر چسبناکی قیمت و رقابت ناکامل به منظور ساختن مدل‌های اقتصاد کلان مشابه مدل‌های قدیمی‌تر کینزی استفاده می‌کند.